# カリビアンカップ1994予選 バルバドス対グレナダ
この項では、1994年1月27日に行なわれたカリビアンカップ1994予選・サッカーバルバドス代表対サッカーグレナダ代表の試合について記す。
この試合は予選の最終戦であり、両国に本大会出場の可能性が残されていた。バルバドス代表は2点差以上での勝利で本大会出場が決定し、それ以外の場合はグレナダ代表の本大会出場が決定する。この予選ではゴールデンゴール方式が導入されたが、ゴールデンゴールが2点に換算される変則的なルールが採用されたため、この試合では自らがリードしているのに故意のオウンゴールで意図的な延長突入を目論んだり、片方のチームが両サイドのゴールに向かって攻撃したりする奇怪な策が採られ、「サッカー史上もっとも不思議な試合のひとつ」となった。

## 時系列

### 試合の背景
1994年4月にトリニダード・トバゴで開催された第5回カリビアンカップ本大会に先駆けて各地で予選が行なわれ、バルバドス代表、グレナダ代表、プエルトリコ代表は予選グループ1に組み込まれた。この予選では特殊なゴールデンゴール方式が採用された。90分を終えて同点だった場合には延長を行なうが、延長でどちらかが得点した時点で試合は打ち切られ、その得点は2点に換算される。全日程終了後に首位だった国が本大会出場権を得る。
ラウンドロビン方式による予選は1月23日に開幕し、プエルトリコ代表がバルバドス代表を1-0で破った。2日後の1月25日にはグレナダ代表とプエルトリコ代表が対戦し、90分を終えて0-0の同点だったが、延長でゴールデンゴールを決めたグレナダ代表が2-0（通常のルールであれば1-0）でプエルトリコ代表を破った。2試合を終えて、グレナダ代表が1勝（得失点差2）で首位、プエルトリコ代表が1勝1敗（得失点差-1）で2位、バルバドス代表が1敗（得失点差-1）で3位であり、プエルトリコ代表の敗退が決定した。バルバドス代表が本大会出場を決めるには、最終戦のグレナダ代表戦で少なくとも2点差を付けて勝利する必要があった。つまりグレナダ代表は「負けても1点差」であれば本大会に出場することができた。この条件と上記の特殊なゴールデンゴールのルールが、奇妙な試合展開を生み出すこととなった。
予選グループ1の2節終了後の順位表
| 国           | 試合 | 勝 | 分 | 敗 | 得点 | 失点 | 点差 | 勝ち点 |
| ------------ | ---- | -- | -- | -- | ---- | ---- | ---- | ------ |
| グレナダ     | 1    | 1  | 0  | 0  | 2    | 0    | +2   | 3      |
| プエルトリコ | 2    | 1  | 0  | 1  | 1    | 2    | -1   | 3      |
| バルバドス   | 1    | 0  | 0  | 1  | 0    | 1    | -1   | 0      |

| バルバドス | 0–1 | プエルトリコ |
| ---------- | --- | ------------ |
|            |     |              |

| グレナダ | 2–0 (延長) | プエルトリコ |
| -------- | ---------- | ------------ |
|          |            |              |

### 試合詳細
予選グループ1最終戦はセント・マイケルのバルバドス・ナショナル・スタジアムで行なわれた。試合は通常通りに始まり、バルバドス代表が2点を先行した。このまま試合が終了すればバルバドス代表の本大会出場が決定するが、83分にグレナダ代表が1点を返し、再び本大会出場権がグレナダ代表の手に移った。バルバドス代表はその後の何分か攻撃を試みたが、わずかな時間守り切ればいいだけのグレナダ代表の守備を前に得点することができなかった。試合終了数分前の時点でバルバドス代表が2-1でリードしていたが、このまま試合が終了すればグレナダ代表が本大会出場権を獲得する。
バルバドス代表チームは上述のルールと現況を考慮し、90分までの残り数分で1点を挙げて2点差に戻す可能性と、わざと30分の延長に持ち込んで延長で1回の得点（ゴールデンゴール方式のため2点の得点となる）を挙げる可能性の二つを天秤にかけ、後者を選択した。87分に攻撃することをやめ、ディフェンダーのシーリーが、この作戦に困惑していたキーパーのHorace Stouteをよそにして故意のオウンゴールを決めた。残り3分で試合は2-2の同点となった。グレナダ代表もすぐにバルバドス代表の企みを察し、逆に90分までの残り数分の間に「どちらかのゴールにボールを入れること（すなわち勝利、もしくは1点差負け）」で本大会出場が決まることに気付いた。グレナダ代表の選手は両サイドのゴールに向かって攻め、バルバドス代表の選手は両サイドのゴールを守るという奇妙な展開となったが、残り数分の間にゴールは生まれず、延長にもつれ込むことが決定した。
ゴールデンゴールは2点に換算されるため、延長でゴールデンゴールを決めたほうが本大会出場権を得る。延長は互いが敵陣に攻め入る通常の試合進行に戻り、ゴールデンゴールを決めてスコアを4-2（通常のルールであれば3-2）としたバルバドス代表が、得失点差でグレナダ代表を上回って本大会出場を決めた。
予選グループ1の最終順位表
| 国           | 試合 | 勝 | 分 | 敗 | 得点 | 失点 | 点差 | 勝ち点 |
| ------------ | ---- | -- | -- | -- | ---- | ---- | ---- | ------ |
| バルバドス   | 2    | 1  | 0  | 1  | 4    | 3    | +1   | 3      |
| グレナダ     | 2    | 1  | 0  | 1  | 4    | 4    | 0    | 3      |
| プエルトリコ | 2    | 1  | 0  | 1  | 1    | 2    | -1   | 3      |

### 試合後の反応
試合後の記者会見で、グレナダ代表監督のジェイムズ・クラークソンは、「いんちきだ。こんなルールを思いついた人間は精神病院への入院を志願するべきだ。多くの選手が困惑しながらプレーしていたんだ。こんな試合は行なわれるべきじゃなかったよ。自陣か敵陣か、我々の選手はどちらに攻撃すればよいかわからなかった。こんなことが以前にもあったとは思わない。サッカーでは、勝利のためには相手から点を奪うはずだ」と語った。国際試合とはいえ、地域大会の予選ということで国際メディアの反応は限られたものだったが、イギリスのガーディアン紙とタイムズ紙がこの試合を報じた。試合終了後に即座に注目を集めることがなかったため、この試合はスポーツにおける都市伝説のようになっている。2005年に出版された書籍『スポーツ法』ではこの試合が語られている。カリビアンカップ1994予選においてゴールデンゴール方式によって決着がついた試合は5試合あったが、1995年大会以後のカリビアンカップでは一度も使用されていない。

### 大会のその後
カリビアンカップ1994の本選に出場したバルバドスは、グアドループ代表、ドミニカ国代表、開催国のトリニダード・トバゴ代表と同組のグループAに組み込まれた。グアドループ代表とドミニカ国代表には引き分けたが、トリニダード・トバゴ代表に敗れ、2分1敗の勝ち点2で3位となって敗退した。準決勝でスリナム代表を、決勝でマルティニーク代表を破ったトリニダード・トバゴ代表が3回目の優勝を飾り、グアドループ代表は3位となった。
本大会グループAの順位表
| 国                   | 試合 | 勝 | 分 | 敗 | 得点 | 失点 | 点差 | 勝ち点 |
| -------------------- | ---- | -- | -- | -- | ---- | ---- | ---- | ------ |
| トリニダード・トバゴ | 3    | 2  | 1  | 0  | 7    | 0    | +7   | 7      |
| グアドループ         | 3    | 1  | 2  | 0  | 7    | 2    | +5   | 5      |
| バルバドス           | 3    | 0  | 2  | 1  | 3    | 5    | -2   | 2      |
| ドミニカ国           | 3    | 0  | 1  | 2  | 1    | 11   | -10  | 1      |

| バルバドス | 1–1 | ドミニカ国 |
| ---------- | --- | ---------- |
|            |     |            |

| トリニダード・トバゴ | 2–0 | バルバドス |
| -------------------- | --- | ---------- |
|                      |     |            |

| グアドループ | 2–2 | バルバドス |
| ------------ | --- | ---------- |
|              |     |            |